# 政治的シンクレティズム
政治的シンクレティズム（せいじてきシンクレティズム、英語: political syncretism、政治的習合主義）またはシンクレティック・ポリティクス（英: syncretic politics）とは、対立するとみなされている思想体系を結合する政治的立場である。この用語は宗教におけるシンクレティズム（syncretism、習合主義）の概念より派生した。

## 概要
「シンクレティズム」とは、通常は異なるまたは対立すると考えられている複数の概念や要素が、結合または混合・混在されている事であり、主に哲学や宗教の分野で使用される。この用語を政治の分野で使用したものが、政治における「シンクレティズム」である。ただし具体的に何をシンクレティズムと呼ぶかは、宗教の場合と同様に学者や立場や視点によって異なり、相対的な用語である。
「シンクレティックポリティクス」とは、左翼、右翼、宗教、など相異なるイデオロギーを結合または取り入れた混在的な政治運動を指し、よく知られた例にファシズムなどがある。
小林正弥は、日本の重層的な文化を例にとって、「政治的シンクレティズム」を次のように定義した。
小林正弥は、習合的（シンクレティック）深層構造を持った地域の例として、日本、タイ、イタリアの名前を挙げている。

## 例

### 結束主義と国家社会主義
結束主義や国家社会主義は、複数の書籍でシンクレティックまたはシンクレティズムと呼ばれている。書籍「シンクレティックな政治運動」では、シンクレティックな政治運動の筆頭にファシズムを挙げ、その誕生を以下のように記した 。
Tamir Bar-On は著書で以下のように記した。
Stanley G. Payneは著作「ファシズム：比較と定義」で、ファシズムの洗練されたシンクレティックな形成として、「ムッソリーニはファシズムが自由主義と保守主義と社会主義の側面を統合する事を意図した」と記した。Rudy Kosharは著作で、ナチズムの急進主義をシンクレティズムとも呼んだ。

### スターリニズム
スターリニズムは共産主義のイデオロギーのひとつとされるが、同時に国家主義の側面が強いため、シンクレティックと呼ばれる事がある。
なお左翼共産主義は、共産主義の国際主義の立場から国家主義を批判し、レーニン主義やスターリニズムなどを「国家資本主義」と位置づけている。

### 北一輝
日本の北一輝も、「シンクレティック」との表現が使われた訳ではないが、内容的には同様に右翼と左翼の両方の側面を指摘されることが多い。
辻貴之は著作「マルクスの悪」で、「右翼の理論家として著名であった北一輝にしても、若いころは幸徳秋水や堺利彦らと交わる左翼であった」と記している。
新野哲也は著作「日本は勝てる戦争になぜ負けたのか」で、「北一輝、大川周明、西田税ら、クーデターのプランナーも、考えていた社会体制は、国家社会主義だった。ヒトラーのナチスも、前身は、ドイツ労働者党で、国家社会主義である。当時は、右翼も左翼も、国家社会主義の傾向をもち」と記している。
宮下隆二は著作「イーハトーブと満洲国: 宮沢賢治と石原莞爾が描いた理想郷」で、北一輝について「従来は右翼の指導者とみられてきた。しかしその国体論を見るかぎり、むしろ社会主義ないし社会民主主義的色彩が強い。」と記している。

### その他
その他の例には、マルクス主義とイスラム主義を結合したイスラム社会主義のムジャヒディン・ハルクや、共産主義と反移民運動を混合したデンマークの政党のCommon Courseや、スターリニズムとファシストの美学を統合したロシアの国家ボリシェヴィキ党や、イスラム主義とリバタリアニズムの統合であるMinaret of Freedom Instituteなどがある。
また、暗殺されたオランダの政治家ピム・フォルタインや彼の政党の LPF は、特にオランダ外部から政治的シンクレティズムと呼ばれることがある。LPFは、世界で最も急進的な左翼・リベラルの立場とされるソフトドラッグの使用の容認と同性愛者の平等な権利の主張と、通常は右翼の感情とされる移民への強硬な立場を結合した。しかし他の学者は LPFは「反動的なリベラル」（保守的なリベラル）と分類し、その政治的シンクレティズムを構成する基盤を否定する。
インドネシアの政治的スローガン(Nasacom = 民族主義 + 宗教 + 共産主義)を「政治的シンクレティズム」と呼んだ例や、自由主義で専制主義なアメリカの急進的な植民的共同体を「政治的シンクレティズム」と呼んだ例もある。

## 中道との関連
例えばアメリカ合衆国の二大政党制を破壊する急進的な手法を使用するような中道主義者（急進的中道、en:Radical middle）が、政治的シンクレティズムと呼ばれる事もある。